# Pedro de Deza

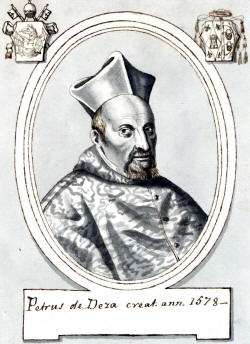
Pedro Kardinal de Deza

Pedro de Deza (* 26. März 1520 in Sevilla, Spanien; † 27. August 1600 in Rom) war ein Kardinal der Römischen Kirche.

## Leben
Pedro de Deza war der Sohn von Antonio de Deza und der Beatriz de Portugal (oder de Guzmán) und mit dem portugiesischen Königshaus verwandt. Ferner war er ein Neffe des Erzbischofs von Sevilla und Großinquisitors Diego de Deza OP. Er lernte zunächst Latein bei Juan Ulloa Pereira und trat dann in das Colegio Viejo de San Bartolomé der Universität von Salamanca ein, um dort Rechtswissenschaften zu studieren.
Später wurde er Professor des Rechts am Colegio Viejo de San Bartolomé der Universität von Salamanca. Acht Jahre lang war er Generalvikar des Erzbischofs von Santiago de Compostela. 1556 wurde er Richter in Valladolid. Während des Pontifikates von Paul IV. war er Archidiakon von Calatrava im Erzbistum Toledo. Später wurde er Auditor am Obersten Gerichtshof der Inquisition. Pedro de Deza war 1566 Präsident der Audiencia (Verwaltung und Gericht) von Granada. Er setzte verschiedene Verordnungen König Philipps II. durch, die den zwangsgetauften Muslimen (Moriscos) verboten, ihre Sprache und Gebräuche weiter zu verwenden.
Papst Gregor XIII. kreierte ihn im Konsistorium vom 21. Februar 1578 zum Kardinalpriester, der Kardinalshut und die Titelkirche San Ciriaco alle Terme Diocleziane wurden ihm am 22. Juni 1580 verliehen. Ab 1580 lebte er in Rom. Am 9. Januar 1584 wechselte er zur Titelkirche Santa Prisca. Er nahm am Konklave 1585 mit der Wahl von Papst Sixtus V. teil. Am 19. November 1586 wurde er zum Generalinquisitor der Römischen Inquisition bestellt. Seine Titelkirche wurde ab dem 20. April 1587 San Girolamo degli Schiavoni. Er nahm sowohl am ersten als auch am zweiten Konklave des Jahres 1590 teil, bei dem zunächst Urban VII. und dann Gregor XIV. zum Papst gewählt wurden. Er war ebenfalls Teilnehmer am Konklave 1591, aus dem Innozenz IX. als Papst hervorging. Weiterhin nahm er am Konklave 1592 teil, das Clemens VIII. auf den Stuhl Petri brachte. Am 18. August 1597 wechselte er zur Titelkirche San Lorenzo in Lucina und am 30. März 1598 wurde er Kardinalprotopriester.
Mit dem 24. April 1600 wurde Pedro de Deza zum Kardinalbischof des suburbikarischen Bistums Albano erhoben. Die Bischofsweihe spendete ihm am 18. Juni 1600 im Petersdom Papst Clemens VIII. persönlich, Mitkonsekratoren waren dia Kardinäle Domenico Pinelli und Camillo Borghese.
Pedro de Deza starb im August 1600 in Rom und wurde zunächst in seiner früheren Titelkirche San Lorenzo in Lucina bestattet. Später wurden seine Gebeine, seinem Testament entsprechend, nach Spanien überführt und schließlich im Kloster der Unbeschuhten Karmeliten in Villaguer beigesetzt. Dieses Kloster wurde 1826 aufgelöst.